# Hubert Vogelsinger
Hubert Vogelsinger (3 gennaio 1938 – 22 giugno 2023) è stato un allenatore di calcio e saggista austriaco naturalizzato statunitense.

## Biografia
Calciatore in patria, mentre si diplomava a Vienna nel 1961 conobbe e sposò la studentessa statunitense Lois Ryan, decidendo di seguirla in Massachusetts. Otterrà in seguito la nazionalità statunitense.

## Carriera
Si formò come calciatore nell'Allentsteig e negli Stati Uniti d'America giocò nei Boston Metros.
Nel 1961 divenne assistente allenatore presso la sezione calcistica della Middlesex School di Concord, Massachusetts.
Nel 1965 fondò la "Vogelsinger Soccer Academy".
In seguito diviene l'allenatore dei Brandeis Judges, rappresentativa calcistica della Brandeis University e poi degli Yale Bulldogs, rappresentativa dell'università Yale.
Nel 1974 diviene l'allenatore dei neonati Boston Minutemen. Con i Minutemen, dopo aver vinto la Northern Division, raggiunse nella North American Soccer League 1974 la semifinale del torneo, venendo eliminato dai futuri campioni dei L.A. Aztecs. L'anno seguente, dopo aver vinto nuovamente la Northern Division, raggiunse i quarti finali della fase finale del torneo. Nell'ultima stagione ai Minutemen venne sollevato dall'incarico a campionato in corso, sostituito da John Bertos.
Nel campionato 1977 viene chiamato alla guida del neonato Team Hawaii, dovendo però abbandonare l'incarico a metà stagione per problemi di salute, venendo sostituito dal capitano della franchigia Charlie Mitchell.
Nella stagione 1978 diventa l'allenatore dei San Diego Sockers, franchigia che guiderà sino al 1980. Con i Sockers otterrà in tutti e tre gli anni di permanenza la fase finale del torneo, raggiungendone la semifinale nelle stagioni 1979 e 1980.
Vogelsinger ha scritto inoltre vari manuali dedicati al gioco del calcio.

## Opere
- How to star in soccer, 1968
- Winning soccer skills and techniques, 1970
- The Challenge of Soccer: A Handbook of Skills, Techniques, and Strategy, 1973
- New Challenge of Soccer, 1980
- Power Basics of Soccer, 1983